# 無花果 (香港電視劇)
無花果（英語：First Love），是香港電視廣播有限公司製作時裝單元劇，共13集，監製王天林。
《無花果》為單元劇，在每一輯中，都介紹一個獨立性的初戀故事，以表現年輕人的上進和愛情問題。

## 演員表
- 黃杏秀 飾 池碧蓮
- 楊詩蒂 飾 珊　珊
- 黃允財 飾 劍　亮
- 盧大偉 飾 鄧天福
- 黃美華 飾 顧慧文
- 佩　雲 飾 珊珊母
- 甘婉霞 飾 李玉嬋
- 嚴秋華 飾 李政民
- 潘守素 飾 池　父
- 莫紉蘭 飾 池　母
- 余安安 飾 電視藝員
- 馬笑英 飾 英　姐
- 飾 李　平
- 盧寶華 飾 劉　伯
- 潘嘉德 飾 狄允文
- 朱　克 飾 祖　父
- 羅浩楷 飾 新　郎
- 楊炎棠 飾 伴　郎/司　機
- 譚芳妮 飾 伴　娘
- 黃潔莊 飾 小　霞
- 姚偉光 飾 李政樂
- 葉尚華 飾 何冠宇
- 賴劍雄 飾 朱順國
- 張國強 飾 謝萬輝
- 葉佳棠 飾 鄧官生
- 馬世昌 飾 陳　宏
- 岑文駒 飾 邵耀光
- 歐陽泰強 飾 關志純
- 吳國華 飾 何志興
- 邱志強 飾 葉在欽
- 呂漢光 飾 勞培德
- 趙雅芝 飾 阿　娟
- 余家倫 飾 阿　發
- 潘艷菁 飾 阿　清
- 鄭子敦 飾 娟　父/常　伯
- 梁淑卿 飾 娟　母
- 羅國維 飾 周主任/阿　華
- 焦　雄 飾 陳管工
- 劉偉偉 飾 B　仔
- 徐桂香 飾 Maggie
- 檸　檬 飾 老
- 馬楚堅 飾 發　哥
- 吳騰輝 飾 康　桐
- 羅　蘭 飾 唐蕙雯
- 崔倩如 飾 杜芝晴
- 江　濤 飾 黃杞然
- 馮　毅 飾 日本軍官
- 尹偉諾 飾 學　生
- 鄭文邦 飾 學　生/鋒　仔
- 王書麒 飾 學　生
- 唐　禎 飾 董文娟
- 麥國漢 飾 麥國權
- 伍淑霞 飾 何　母
- 黃宗保 飾 何　父
- 尤芷韻 飾 三　姑
- 盧海鵬 飾 大頭成
- 莊文清 飾 阿　明
- 鄧英敏 飾 阿　全
- 梅　珍 飾 王　太/常　嬸
- 李國麟 飾 李國明
- 陳志榮 飾 華　仔/郭力行
- 林良蕙 飾 艾　欣
- 張　雷 飾 雷國根
- 周潤發 飾 賀　俊
- 李添勝 飾 黃導演
- 焦　雄 飾 陳導演
- 鄭少萍 飾 星　媽
- 易倩兒 飾 茜　茜
- 陳立品 飾 包租婆
- 何廣倫 飾 武師甲
- 何禮男 飾 武師乙
- 梁少狄 飾 武師丙
- 陳復生
- 高志森
- 葉　萍
- 陳劍雲
- 許瑩英
- 梁碧玲
- 蕭少玲
- 苗金鳳 飾 郭　恩
- 蕭　亮 飾 徐家銘
- 羅　卡 飾 羅導演
- 黃宗保 飾 王編輯
- 何璧堅 飾 郭　父
- 陳麗卿 飾 郭　母
- 黃建勳 飾 郭達文
- 謝月美 飾 玉　霞
- 談泉慶 飾 阿　文
- 梁　愛 飾 菜　販
- 盧保華 飾 司　機
- 陳華南 飾 伙　記
- 關菊英 飾 湯素文
- 金興賢 飾 宋文彬
- 吳孟達 飾 史　仲
- 高劍棠 飾 老　莫
- 張美琳 飾 蘭　茜
- 張淑儀 飾 關碧祺
- 香　海 飾 郭　本
- 王　金 飾 周亞娣
- 韋以茵 飾 郭小娟